# Johann Westken

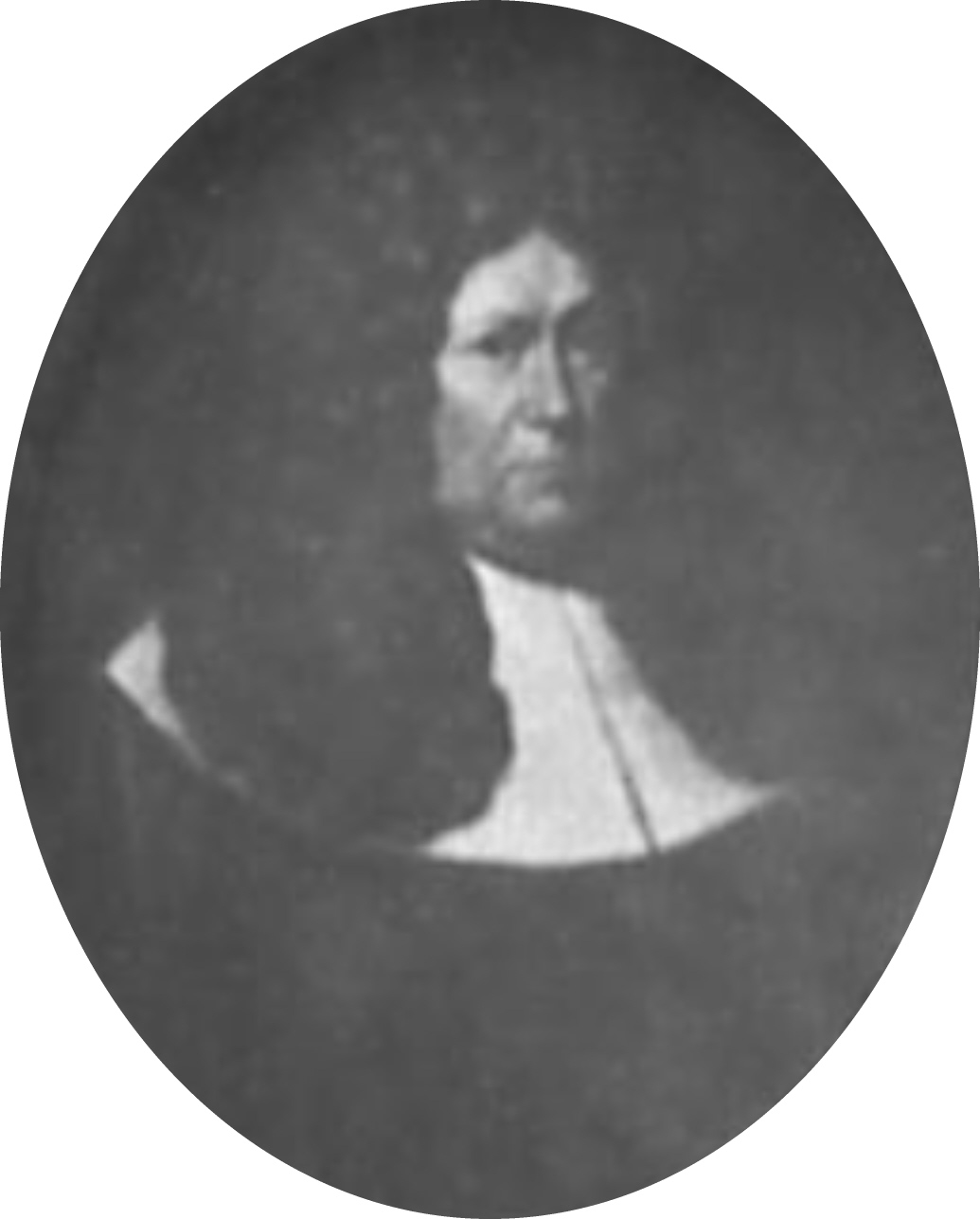
Johann Westken (Porträt seines 1942 vernichteten Epitaphs)

Johann Westken (* 22. September 1639 in Lübeck; † 31. Juli 1714 ebenda) war ein Jurist und Bürgermeister der Hansestadt Lübeck.

## Leben
Johann Westken war der Sohn des in Lübeck tätigen Kaufmanns Heinrich Westken. Er studierte Rechtswissenschaften an den Universitäten von Rostock, Helmstedt, Leipzig und Jena. Seine Grand Tour führte ihn durch die Niederlande, England und Frankreich. Danach wurde er Advokat in Lübeck. Er war seit 1674 Vorsteher des Waisenhauses. 1680 wurde er in den Rat der Stadt erwählt. 1701 gehörte er gemeinsam mit dem Lübecker Syndicus Johann Georg Gutzmer und dem Ratsherrn Joachim von Dale einer Kommission an, die der in Lübeck nur geduldeten Reformierten Kirchengemeinde die Predigt in deutscher Sprache untersagen sollte; diese Initiative setzte sich jedoch nicht durch. 1703 wurde Westken im Rat zu einem der Bürgermeister bestimmt.

## Epitaph
In der Lübecker Marienkirche wurde ihm ein von Hieronymus Hassenberg geschaffenes Epitaph am sechsten Wandpfeiler des Südschiffs gesetzt. Durch den Luftangriff auf Lübeck 1942 wurde es zerstört und ist nur noch als Ruine erhalten.